# كاساجراندس
كاساجراندس (بالإنجليزية: The Casagrandes)‏ هو مسلسل رسوم متحركة كوميدي أمريكي تم بثه على قناة نيكلوديون في 14 أكتوبر 2019.

## نبذه
تدور أحداث المسلسل حول، روني آن التي تنتقل هي وبقية عائلتها إلى مدينة جديدة ويحاولون على الفور التكيف مع العيش في محيطهم المختلف والارتباط مع الأقارب.

## روابط خارجية
- كاساجراندس على موقع IMDb (الإنجليزية)
- كاساجراندس على موقع روتن توميتوز (الإنجليزية)
- كاساجراندس على موقع كينوبويسك (الروسية)
- كاساجراندس على موقع ألو سيني (الفرنسية)
- كاساجراندس على موقع قاعدة بيانات الفيلم (الإنجليزية)